# Wolfgang Templin

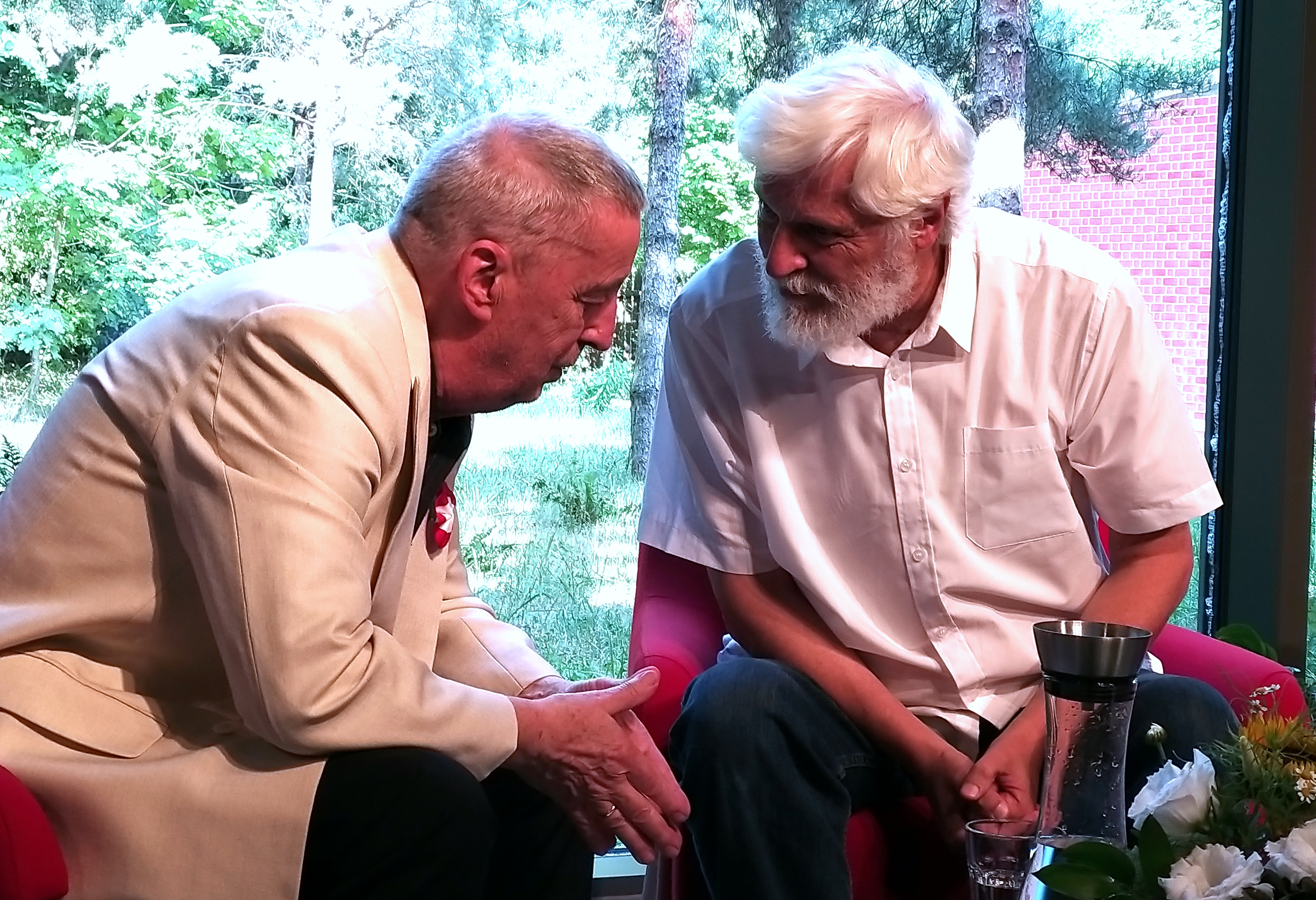
Wolfgang Templin w rozmowie z Krzysztofem Jaraczewskim, wnukiem Józefa Piłsudskiego - Muzeum Józefa Piłsudskiego w Sulejówku, 15 sierpnia 2024

Wolfgang Templin (ur. 25 listopada 1948 w Jenie) – działacz opozycji demokratycznej w NRD i publicysta.
Po maturze w 1965 rozpoczął naukę drukarstwa, lecz jej nie ukończył. W latach 1966–1968 zdobył zawód bibliotekarza, a następnie studiował do 1970 informatykę i dokumentację w szkole zawodowej bibliotekarstwa w Berlinie Wschodnim.
W latach 1970–1974 studiował filozofię na Uniwersytecie Humboldtów w Berlinie Wschodnim. W roku 1970 został członkiem SED. Od stycznia 1973 do dekonspiracji w październiku 1975 był informatorem służby bezpieczeństwa Stasi. Przed grupą dyskusyjną studentów opowiedział o swojej działalności, Uczestniczył w nielegalnych studenckich ugrupowaniach trockistowskich. W latach 1976–1977 przebywał w Warszawie, gdzie nawiązał pierwsze kontakty z polską opozycją demokratyczną, m.in. z Komitetem Obrony Robotników KOR.
W latach 1977–1983 pracował w Centralnym Instytucie Filozofii Akademii Nauk NRD i uczestniczył w działaniach zbliżonych do kościoła ugrupowaniach obrońców praw człowieka. Władze pozbawiły go możliwości zdobycia doktoratu, wskutek czego Templin wystąpił z SED. Został pozbawiony pracy, utrzymywał się jako sprzątacz, palacz i robotnik leśny.
W 1985 został współzałożycielem grupy obrońców praw człowieka „Initiative Frieden und Menschenrechte” (Inicjatywa Pokój i Prawa Człowieka) oraz uczestniczył w wydawaniu nielegalnego pisma Grenzfall (Przypadek Graniczny). W jego mieszkaniu spotykali się dysydenci NRD. Był śledzony przez służby bezpieczeństwa. 25 stycznia 1988 został uwięziony wraz z małżonką Lotte i innymi działaczami opozycji, jak Bärbel Bohley, Stephan Krawczyk i Freya Klier pod zarzutem zdrady państwa. Został zmuszony do wyjazdu do RFN, gdzie wznowił studia w Bochum.
W czasie przemian ustrojowych powrócił do NRD, uczestniczył w obradach Okrągłego Stołu jako przedstawiciel Initiative Frieden und Menschenrechte i jej rzecznik. Został współpracownikiem partii Bündnis 90. W wyborach w 1990 kandydował do Bundestagu. Był współzałożycielem partii Bündnis 90, lecz opuścił ją po jej zjednoczeniu z partią Zielonych.
W latach 1994–1996 był referentem ds. prasy w Domu przy Checkpoint Charlie, a następnie został niezależnym publicystą. Uczestniczył w redagowaniu „Encyklopedii Dysydentów” polskiego „Ośrodka Karta” i niemieckiej organizacji Robert-Havemann-Gesellschaft.
W 2009 otrzymał Nagrodę Dialogu Federalnego Związku Towarzystw Niemiecko-Polskich (Deutsch-Polnische Gesellschaft Bundesverband). Od maja 2010 do stycznia 2014 kierował biurem Fundacji Heinricha Bölla w Warszawie.
W 2010 otrzymał w gmachu Reichstagu w Berlinie z rąk prezydenta Bronisława Komorowskiego medal Europejskiego Centrum Solidarności. W 2015 otrzymał Nagrodę Uniwersytetu Europejskiego Viadrina we Frankfurcie nad Odrą za zasługi dla pojednania polsko-niemieckiego. 4 października 2016 został odznaczony Federalnym Krzyżem Zasługi I klasy Republiki Federalnej Niemiec, a 1 października 2018 - Orderem Zasługi Landu Związkowego Berlina.
18 kwietnia 2024 odebrał w polskim Ministerstwie Spraw Zagranicznych I nagrodę w ramach 7. edycji Konkursu Historycznego Ministra Spraw Zagranicznych w kategorii "Najlepsza publikacja obcojęzyczna promująca historię Polski" (za książkę Revolutionär und Staatsgründer. Józef Piłsudski - eine Biografie, 2022; wydanie polskie: 2024).
Mieszka w Berlinie, w dzielnicy Neukölln.

## Publikacje
- Von der Wiederkehr des Sozialismus (wspólnie z Christianem Strieflerem; Ullstein Verlag, Berlin - Frankfurt am Main 1996, ISBN 978-3-550-07075-4);
- Berlin Zachodni, Berlin Wschodni, Berlin. Szkice i rozmowa o stolicy Niemiec (współautor; pozostali autorzy: Basil Kerski, Joachim Trenkner; Instytut Niemiec i Europy Północnej - Wyższa Szkoła Administracji Publicznej, Szczecin 2003, ISBN 83-88044-71-0);
- Farbenspiele. Die Ukraine nach der Revolution in Orange (Bundeszentrale für politische Bildung, Bonn 2008, ISBN 978-3-8933-1810-0; fibre Verlag, Osnabrück 2008, ISBN 978-3-938400-38-8);
- Dreizack und Roter Stern. Geschichtspolitik und historisches Gedächtnis in der Ukraine (wspólnie z Christiane Schubert; Metropol Verlag, Berlin 2015, ISBN 978-3-86331-232-9; Bundeszentrale für politische Bildung, Bonn 2015, ISBN 978-3-8389-0605-8);
- Der Kampf Um Polen. Die Abenteuerliche Geschichte der Zweiten Polnischen Republik 1918-1939 (Ferdinand Schöningh Verlag, Paderborn 2018, ISBN 978-3-506-78757-6; Bundeszentrale für politische Bildung, Bonn 2019, ISBN 978-3-7425-0335-0);
- Revolutionär und Staatsgründer. Józef Piłsudski - eine Biografie (Christoph Links Verlag, Berlin 2022, ISBN 978-3-96289-152-7; wydanie w języku polskim: Józef Piłsudski. Od rewolucjonisty do marszałka; tłum. Marek Zybura; Fundacja Historia i Kultura-Bellona - Muzeum Józefa Piłsudskiego, Warszawa - Sulejówek 2024, ISBN 978-83-11-17343-9, ISBN 978-83-63872-77-9).

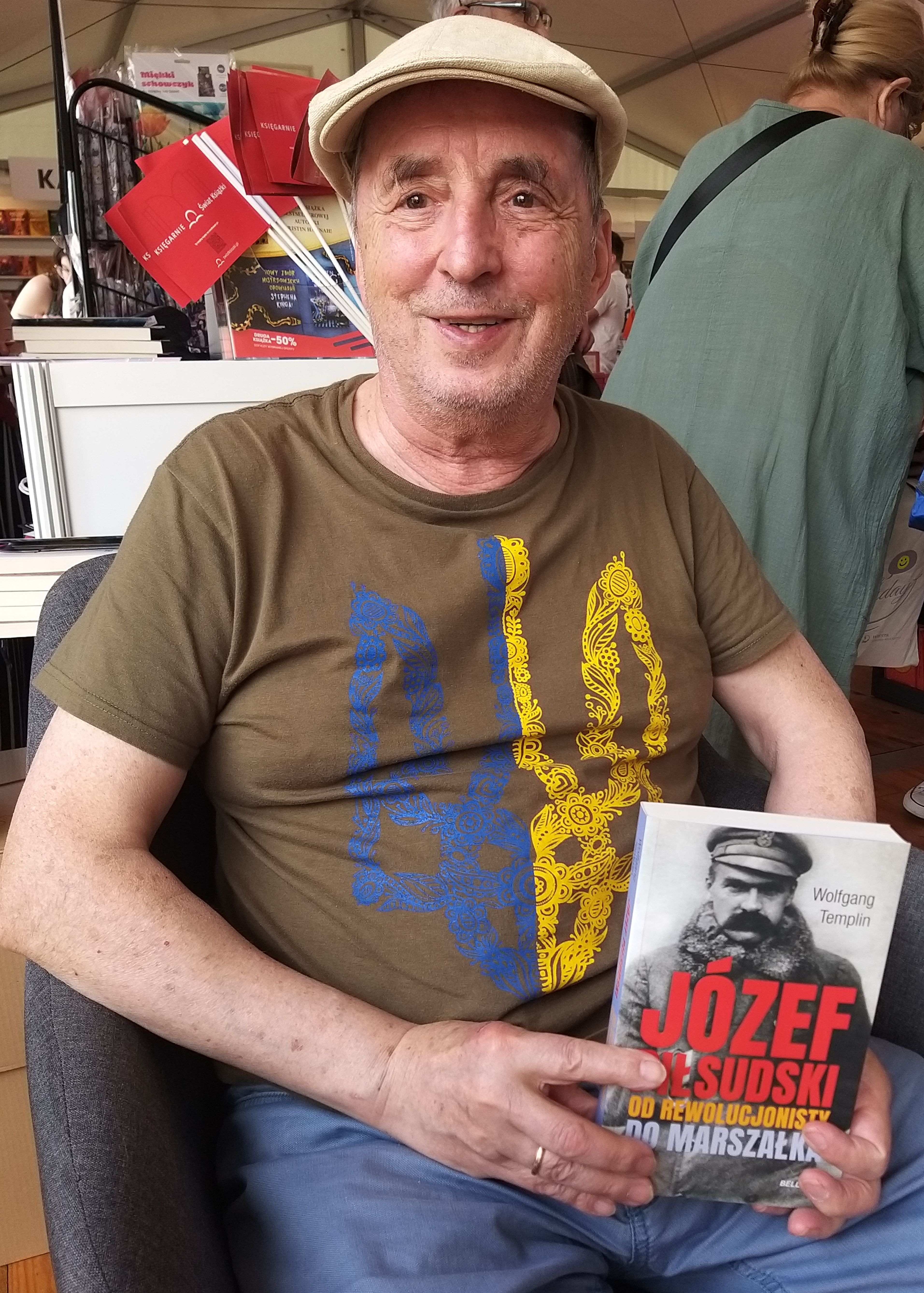
Wolfgang Templin z polskim wydaniem książki Revolutionär und Staatsgründer. Józef Piłsudski - eine Biografie - Warszawa, 25 maja 2024